# Прапор Калинівки (Бучанський район)
Прапор Кали́нівки — офіційний символ села Калинівка Бучанського району Київської області, затверджений Макарівською селищною радою 14 липня 2016 року. Автор проекту — М. В. Чмир.

## Опис
Квадратне полотнище, розділене по діагоналі з верхнього вільного кута на два рівні трикутні поля, у верхньому жовтому — гілка калини з двома листками та червоним кетягом, нижнє поле червоне. Зворотна сторона прапора має дзеркальне зображення до основної сторони.
Квадратну форму прапору застосовано на підставі пункту 5 Окремих положень Методичних рекомендацій з питань геральдики і прапорництва областей, районів, районів у містах та територіальних громад міст, селищ і сіл (територіальні та муніципальні символи), за яким прапори територіальних громад міст, міських районів, селищ і сіл мають квадратну форму.

## Значення символіки
Жовтий та червоний кольори прапора відповідають основним кольорам герба села.
Гілка калини свідчить про назву населеного пункту.
Прапор може застосовуватися з вертикальним кріпленням до древка, з додатковим горизонтальним кріпленням (для встановлення у приміщеннях) або як хоругва (тільки з горизонтальним кріпленням).

## Історія

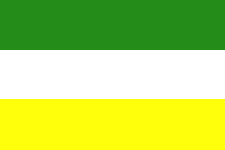
Попередній варіант прапора

З 2008 року в краєзнавчих виданнях був розтиражований проект прапора Калинівки, створений художником Анатолієм Марчуком для каталогу «Символіка Макарівщини». Проте цей варіант прапора так і не був затверджений місцевою радою.